# 陈调元庄园
陈调元庄园，位于中国河北省保定市同中镇村，为保定市安新县的一个省级文物保护单位，类型为近现代文物，公布时间为2001年2月7日。
陈调元庄园的历史年代为民国。